# Bolax pulla
Bolax pulla är en skalbaggsart som beskrevs av Pierre André Latreille 1833. Bolax pulla ingår i släktet Bolax och familjen Rutelidae. Inga underarter finns listade.